# The Stars (Are Out Tonight)
The Stars (Are Out Tonight) è un singolo del cantante britannico David Bowie, pubblicato il 26 febbraio 2013 come secondo estratto dal suo ventiquattresimo album in studio, The Next Day.

## Descrizione
Il singolo è disponibile anche in una versione vinile 7" 45 dal 20 aprile 2013. Curiosamente, la frase "the stars are out tonight" si trova nel testo di The Passenger, brano di Iggy Pop, scritto, appunto, da Iggy Pop e dallo stesso Bowie.

## Video
Il video è stato distribuito lo stesso giorno della pubblicazione del singolo.
Il video, pubblicato il 25 febbraio 2013, è stato diretto dalla regista canadese Floria Sigismondi e vede la partecipazione delle attrici Tilda Swinton e Folake Olowofoyeku e della modella transgender Andreja Pejić.

### Cast
- David Bowie
- Tilda Swinton (moglie di David Bowie)[7]
- Andreja Pejic[8]
- Saskia de Brauw[8]
- Iselin Steiro (David Bowie da giovane)[9]
- Folake Olowofoyeku

## Tracce
Download digitale
1. The Stars (Are Out Tonight) – 3:57

## Classifiche
| Classifica (2013) | Posizione massima |
| ----------------- | ----------------- |
| Belgio (Fiandre)  | 59                |
| Belgio (Vallonia) | 56                |
| Paesi Bassi       | 88                |